# College van Toezicht Sociale Verzekeringen
Het College van Toezicht Sociale Verzekeringen (Ctsv) werd in 1994 in het leven geroepen als toezichthouder op de uitvoering van de Nederlandse sociale verzekeringswetten. Het Ctsv ging op 1 januari 1995 van start. Het Ctsv was de opvolger van de Sociale Verzekeringsraad (SVr). Het Ctsv moest onafhankelijk toezicht op de uitvoering van de sociale verzekeringswetten houden en werd daarom een zelfstandig bestuursorgaan, met een eigen bestuur en directie. Op 1 januari 2002 hield het Ctsv op te bestaan, het Ctsv ging op in de Inspectie Werk en Inkomen.

## Ctsv-affaire
De Ctsv-affaire (toentertijd ook wel affaire-Linschoten genoemd) begon in december van 1995. De Tweede Kamer behandelde in die periode de Wet uitbreiding loondoorbetalingplicht bij ziekte (Wulbz) oftewel de afschaffing van de Ziektewet. Werkgevers zouden voortaan het eerste jaar zelf het loon van zieke werknemers door moeten betalen. Werkgevers konden zich hiertegen verzekeren, maar de premie werd gerelateerd aan het ziekteverzuim. Er was verzet tegen de wet, met als belangrijkste bezwaar: werkgevers zouden sollicitanten gaan selecteren op gezondheid en leeftijd. Mensen die niet kerngezond of ouder waren zouden nooit meer aan de slag komen. In 1994 was de Ziektewet al aangepast, tot 1994 kwamen werknemers na twee ziektedagen in de collectief betaalde Ziektewet terecht. In 1994 werd de Wet terugdringing ziekteverzuim (Wet TZ) ingevoerd. De Wet TZ was een beperking van de Ziektewet en bepaalde dat een werkgever bij ziekte van een werknemer de eerste twee tot zes weken zelf het loon van de zieke werknemer moest doorbetalen. Met de Wulbz zou die termijn uitgebreid worden naar 52 weken.
Ten tijde van het debat over de Wulbz in de Tweede Kamer waren er geruchten dat het College toezicht sociale verzekeringen (Ctsv) beschikte over een evaluatie van de Wet TZ. Uit die evaluatie zou blijken dat het ziekteverzuim als gevolg van de privatisering van de eerste weken al fors was gedaald. Volgens tegenstanders van de Wulbz was er daardoor geen reden meer om de termijn van twee tot zes weken op te rekken tot 52 weken. Ook zou het onderzoek bevestigen dat werkgevers steeds meer risicoselectie toepasten bij sollicitaties. De directie van het Ctsv stuurde het onderzoek naar toenmalig staatssecretaris van Sociale Zaken Robin Linschoten. Linschoten weigerde echter het rapport in ontvangst te nemen. Volgens hem had de directie het rapport naar het bestuur van het Ctsv moeten sturen, pas nadat het bestuur kennis had genomen van het rapport, moest het rapport bij Linschoten terechtkomen. Linschoten stelde zich op het standpunt dat een staatssecretaris alleen met het bestuur communiceert en niet met de directie. Door de formele opstelling van Linschoten kon de Tweede Kamer niet op tijd over het rapport beschikken, sterker: de Tweede Kamer wist formeel niets van het bestaan van het rapport af.
In januari 1996 verschenen er berichten in de pers dat er tussen de directie en het bestuur van het Ctsv een onwerkbare situatie was ontstaan. Het bestuur van het Ctsv bestond uit drie voormalige politici: de PvdA'er Gerrit-Jan van Otterloo, de CDA'er Martin van Rooijen en oud-VVD-voorzitter Dian van Leeuwen-Schut (voorzitter). Voorzitter Van Leeuwen-Schut was in oktober 1994 benoemd door Linschoten, zij had vervolgens het bestuur samengesteld. Directie en personeel van het Ctsv hadden al verscheidene malen aan Linschoten te kennen gegeven geen enkel vertrouwen meer te hebben in het bestuur, dat volgens hen autoritair en niet ter zake kundig was. Van september tot december 1995 stuurde de directie van het Ctsv een reeks van veertig à vijftig notities aan Linschoten over de vertrouwenscrisis tussen directie en bestuur. Linschoten reageert niet en stelt zich weer op het standpunt dat het Ctsv-bestuur zijn enige aanspreekpunt is. In december adviseerde Linschoten Van Leeuwen-Schut: 'Gooi die man met die moeilijke naam eruit.' Die man met die moeilijke naam was Ctsv-directeur Czyzewski.
Centrale vraag in de Ctsv-affaire was: was Linschoten (voorstander van de Wulbz) op de hoogte van het rapport van het Ctsv en heeft hij het rapport bewust via het door hem benoemde bestuur uit de Tweede Kamer gehouden. Na schriftelijke vragen over de wantoestanden binnen het Ctsv en het achterhouden van de rapporten, besloot de Tweede Kamer mondeling te overleggen met Linschoten. Dit overleg leverde onvoldoende op, in maart 1996 diende Paul Rosenmöller van GroenLinks een motie in voor het instellen van een parlementair onderzoek naar de Ctsv-affaire. Deze motie werd verworpen. Een paar weken later - op 2 april 1996 - nam de Tweede Kamer een motie met dezelfde strekking aan, dit keer ingediend door Ank Bijleveld-Schouten van het CDA. Door het aannemen van deze motie werd alsnog besloten tot een parlementair onderzoek, dit leidde tot het instellen van de commissie Van Zijl onder leiding van Jan van Zijl (PvdA).
Op 24 juni 1996 verscheen het rapport van de commissie met als titel: Heel het raderwerk. Over de gang van zaken rond de rapporten over de Wet TZ concludeerde de commissie dat een sluitende reconstructie van de gang van zaken niet mogelijk was. Wel was duidelijk dat er sprake was geweest van onzorgvuldigheid. De Kamer had niet op tijd over de aanwezige informatie kunnen beschikken. De commissie deed geen uitspraken over wiens verantwoordelijkheid dat was. De commissie uitte ernstige kritiek op de wijze waarop het bestuur was samengesteld, vooral op de keuze van de voorzitter. Het bleek dat Linschoten nauwelijks selectiegesprekken had gevoerd en dat er geen profielschets was opgesteld. Te veel was gelet op persoonlijke eigenschappen als daadkracht, geldingsdrang en standvastigheid en te weinig op tact, inlevingsvermogen en communicatieve vaardigheden. De commissie sprak van een cruciale taxatiefout. Het bestuur van het Ctsv was er bovendien niet in geslaagd zijn visie op de interne organisatie gerealiseerd te krijgen. De interne verhoudingen binnen het Ctsv stonden van het begin af aan onder ernstige druk. Slechte interne communicatie verergerde die situatie. Er was na enige tijd sprake van een 'loopgravenoorlog' tussen bestuur en directie.
In een debat van de Kamer met de commissie-Van Zijl werden de conclusies van het rapport door vrijwel de gehele Tweede Kamer overgenomen. De dag erna, op 27 juni 1996, volgde een confrontatie tussen de Tweede Kamer en staatssecretaris Linschoten. De VVD had laten weten het voortbestaan van het kabinet niet te verbinden aan het lot van de staatssecretaris, hierdoor voelden PvdA en D'66 zich vrij in hun oordeel over Linschoten en dat oordeel was negatief. Het kabinet wilde Linschoten kwijt, hij was te veel beschadigd en was daarmee een risico voor de coalitie. Linschoten eiste daarop het volledige vertrouwen van de fracties van PvdA en D66. Dit vertrouwen kreeg hij echter niet. De volgende morgen, op 28 juni 1996, diende Robin Linschoten zijn ontslag in bij de koningin.

## Opheffing Ctsv
De Wulbz werd op 8 februari 1996 ingevoerd en werd bekend als de wet die de Ziektewet privatiseerde. Vóór de Wulbz werden zieke werknemers betaald uit de collectieve Ziektewet, waarvoor werknemers een premie betaalden. Per 1 januari 2004 is de Wulbz alweer vervangen door de Wet verlenging loondoorbetalingsverplichting bij ziekte (WVLBZ). Het Ctsv is op 1 januari 2002 samen met de directie Toezicht van het Ministerie van Sociale Zaken en Werkgelegenheid (SZW) opgegaan in de Inspectie Werk en Inkomen (IWI).